# 韋弗 (伊利諾伊州)
韋弗（英語：Weaver）是位於美國伊利諾伊州克拉克縣的一個非建制地區。該地的面積和人口皆未知。

## 地理
韋弗的座標為39°28′05″N 87°35′58″W / 39.46806°N 87.59944°W，而該地的平均海拔高度為171米（即561英尺）。